# Parafia Świętej Trójcy w Połajewie
Parafia Świętej Trójcy w Połajewie – parafia rzymskokatolicka, znajdująca się w diecezji włocławskiej, w dekanacie piotrkowskim.

## Galeria

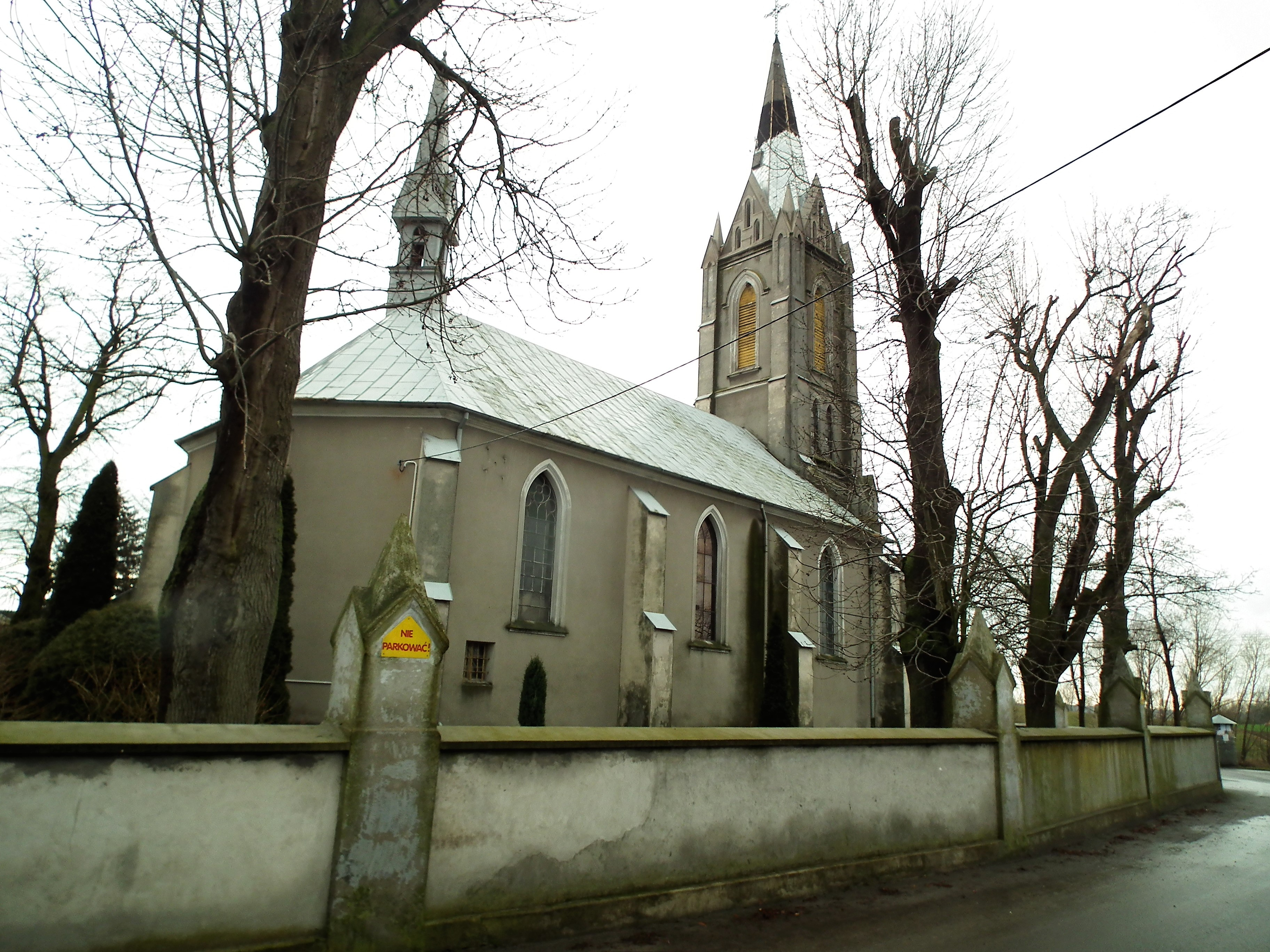
Kościół parafialny
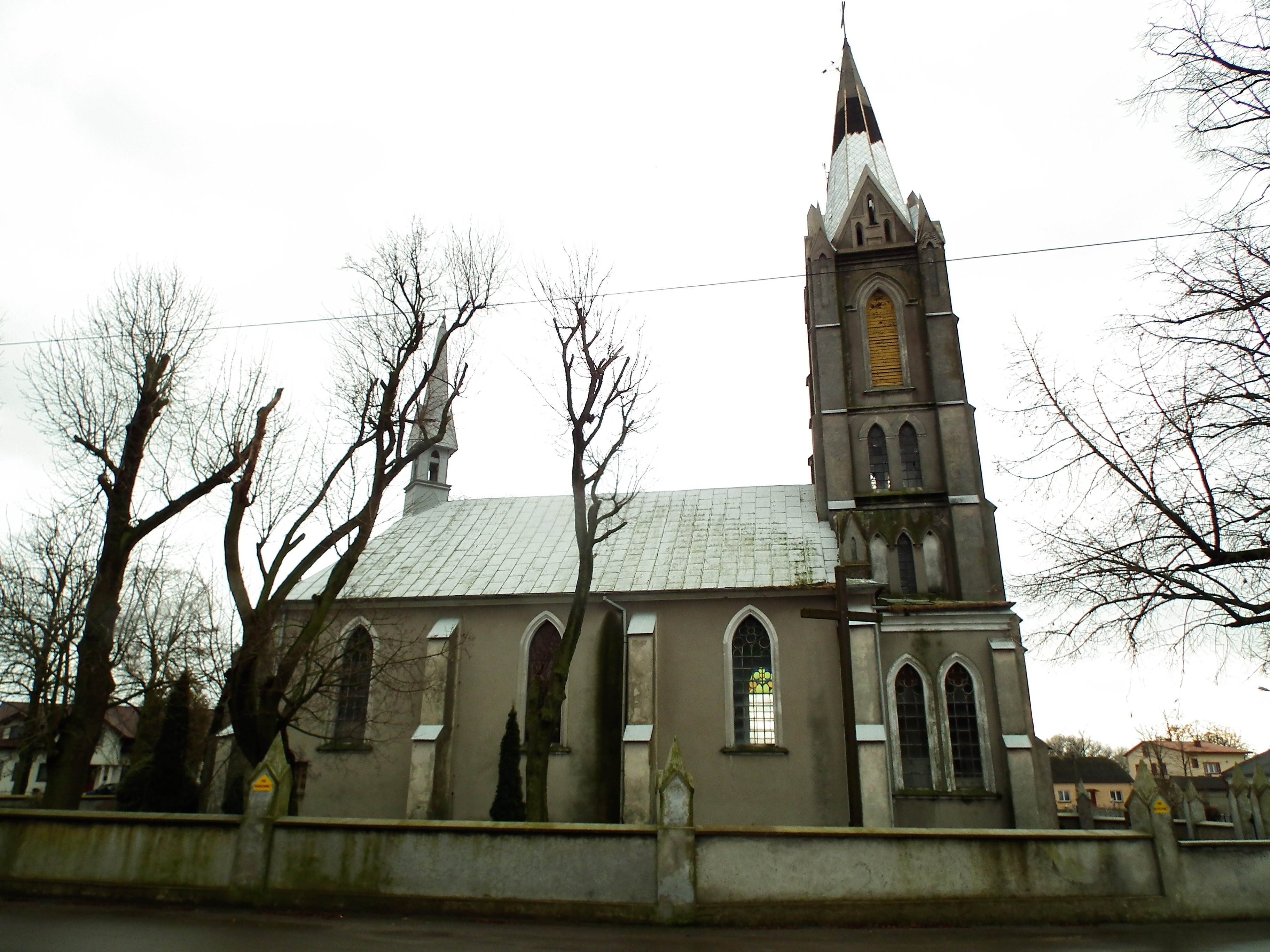
Kościół parafialny
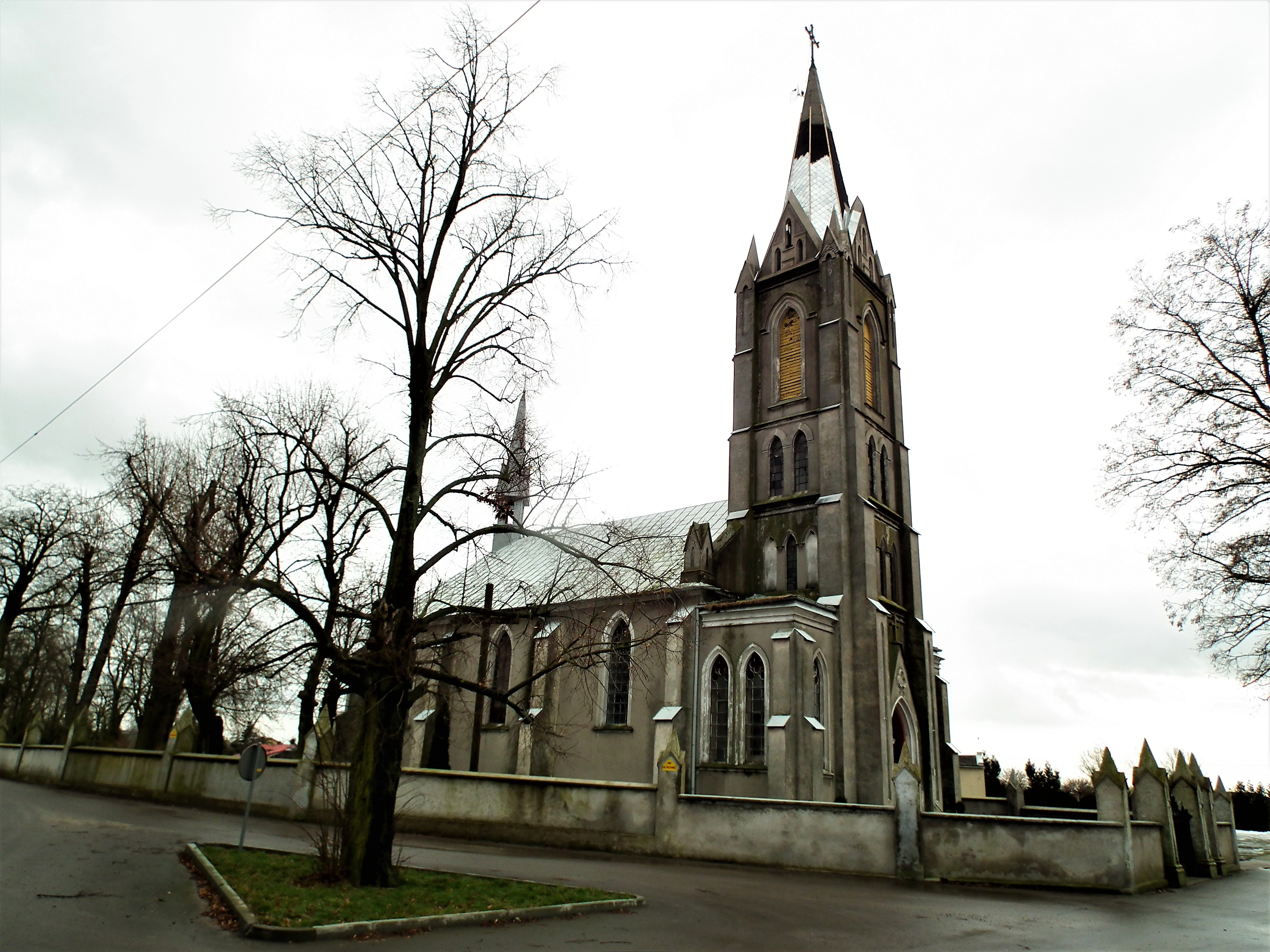
Kościół parafialny
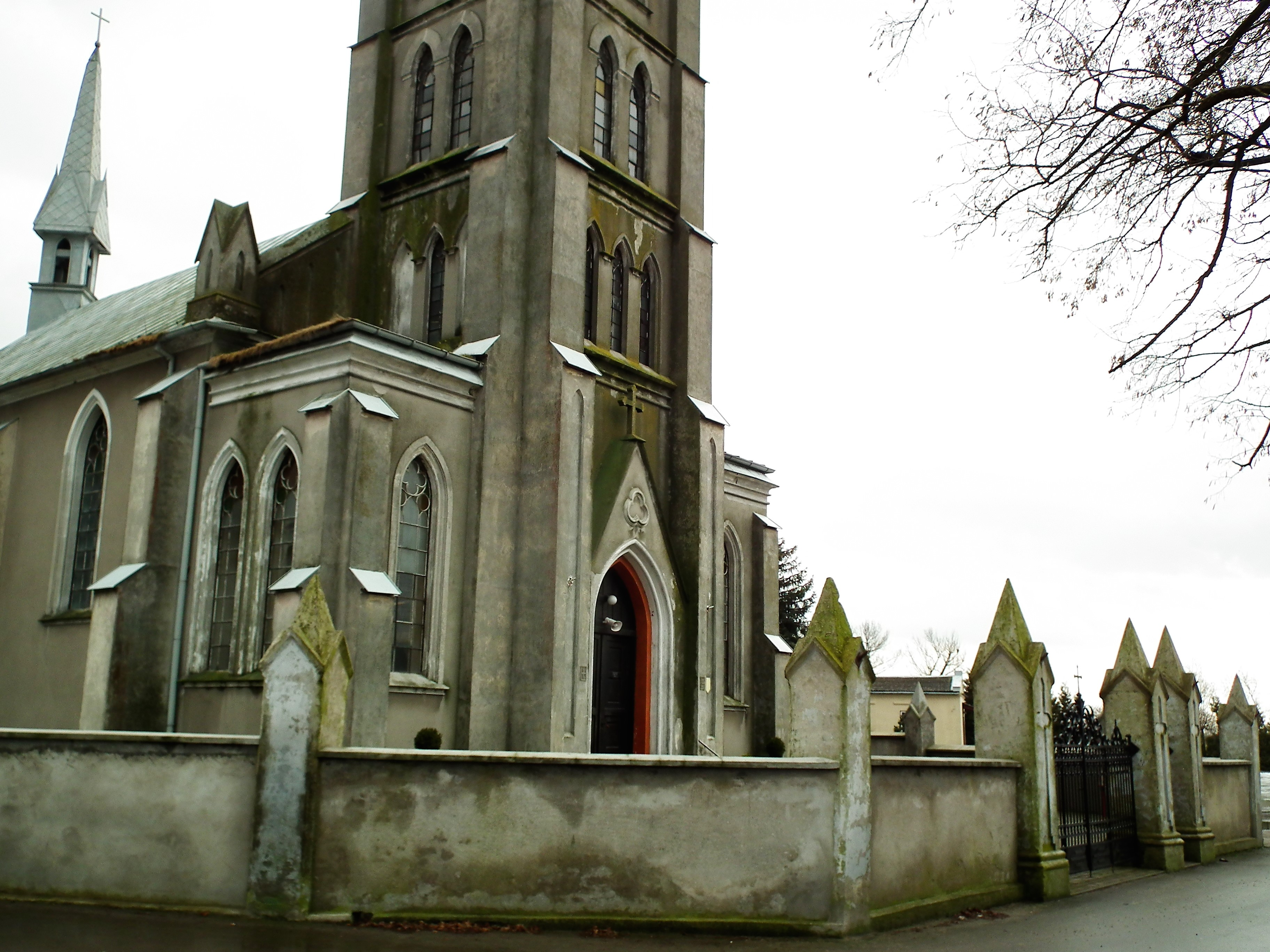
Kościół parafialny
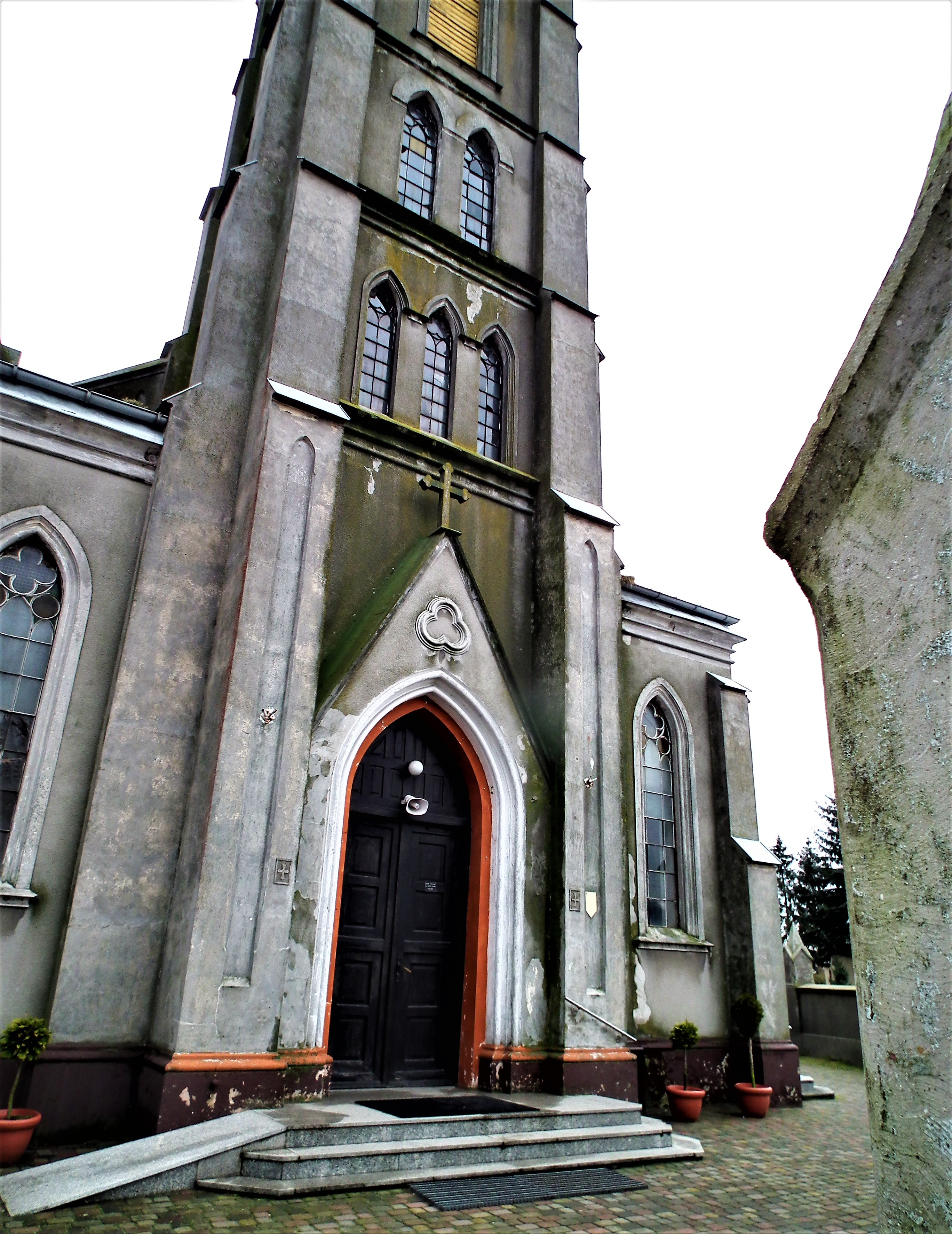
Kościół parafialny
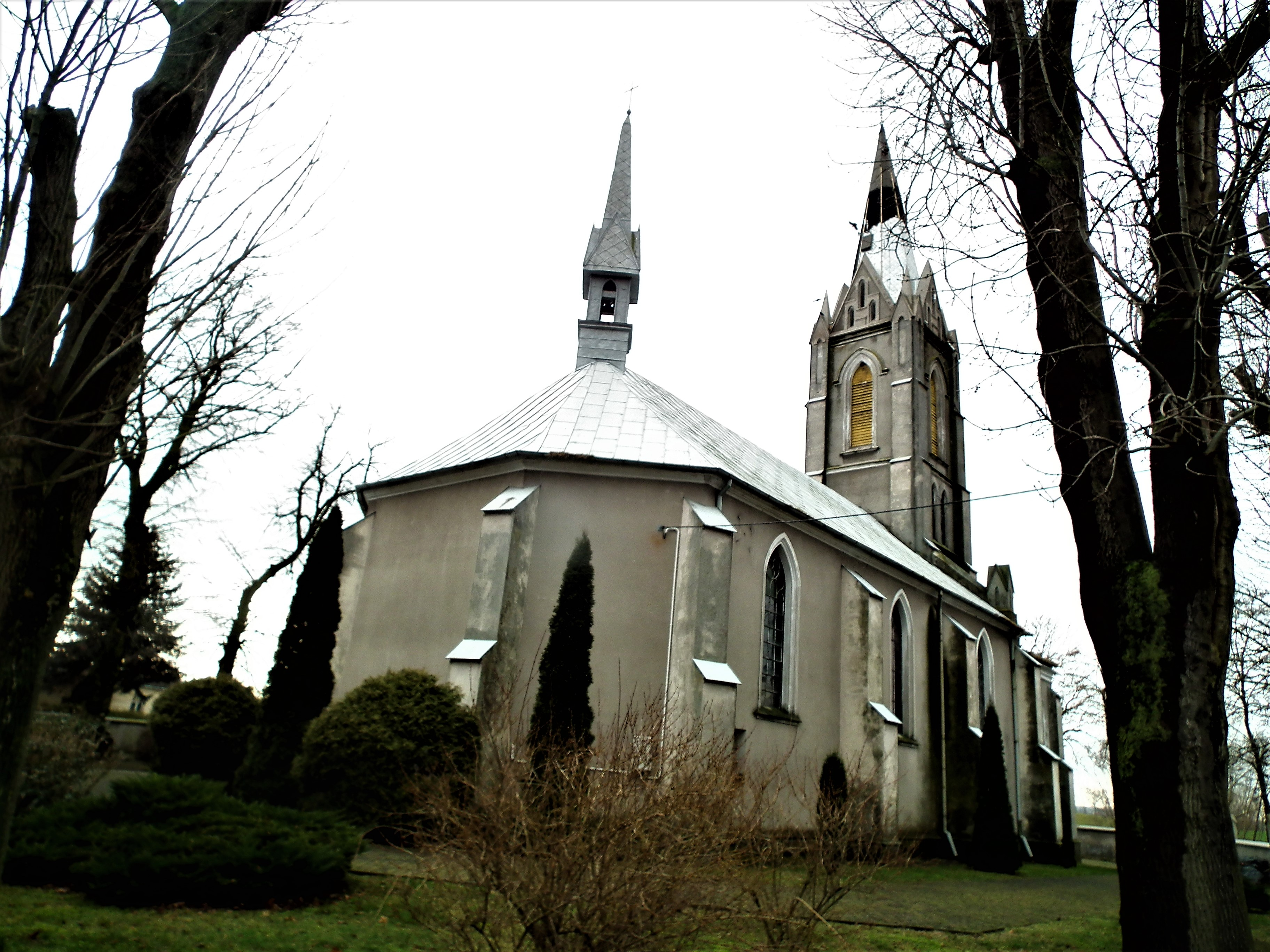
Kościół parafialny
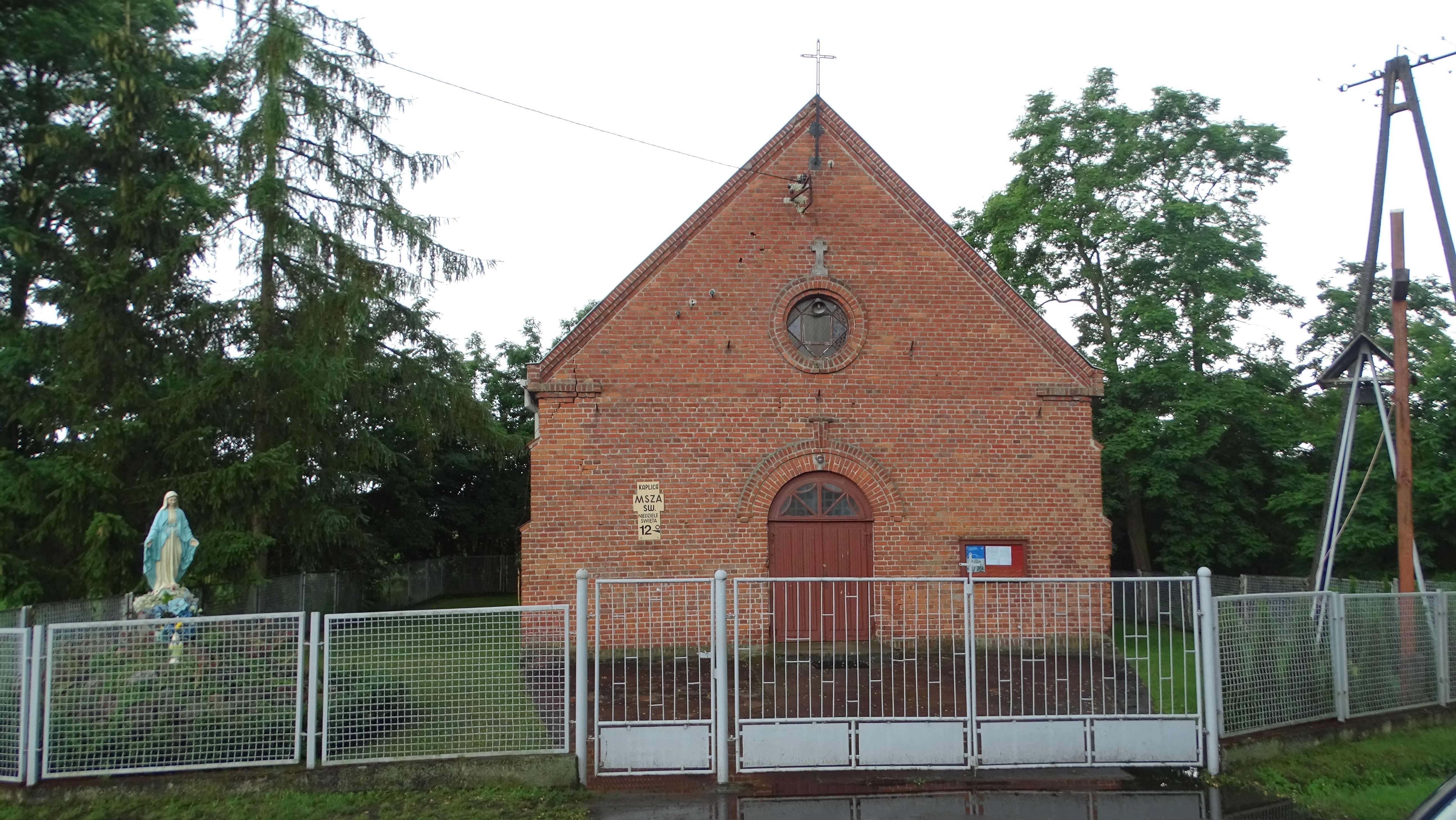
Kaplica filialna Matki Bożej Częstochowskiej w Przewozie
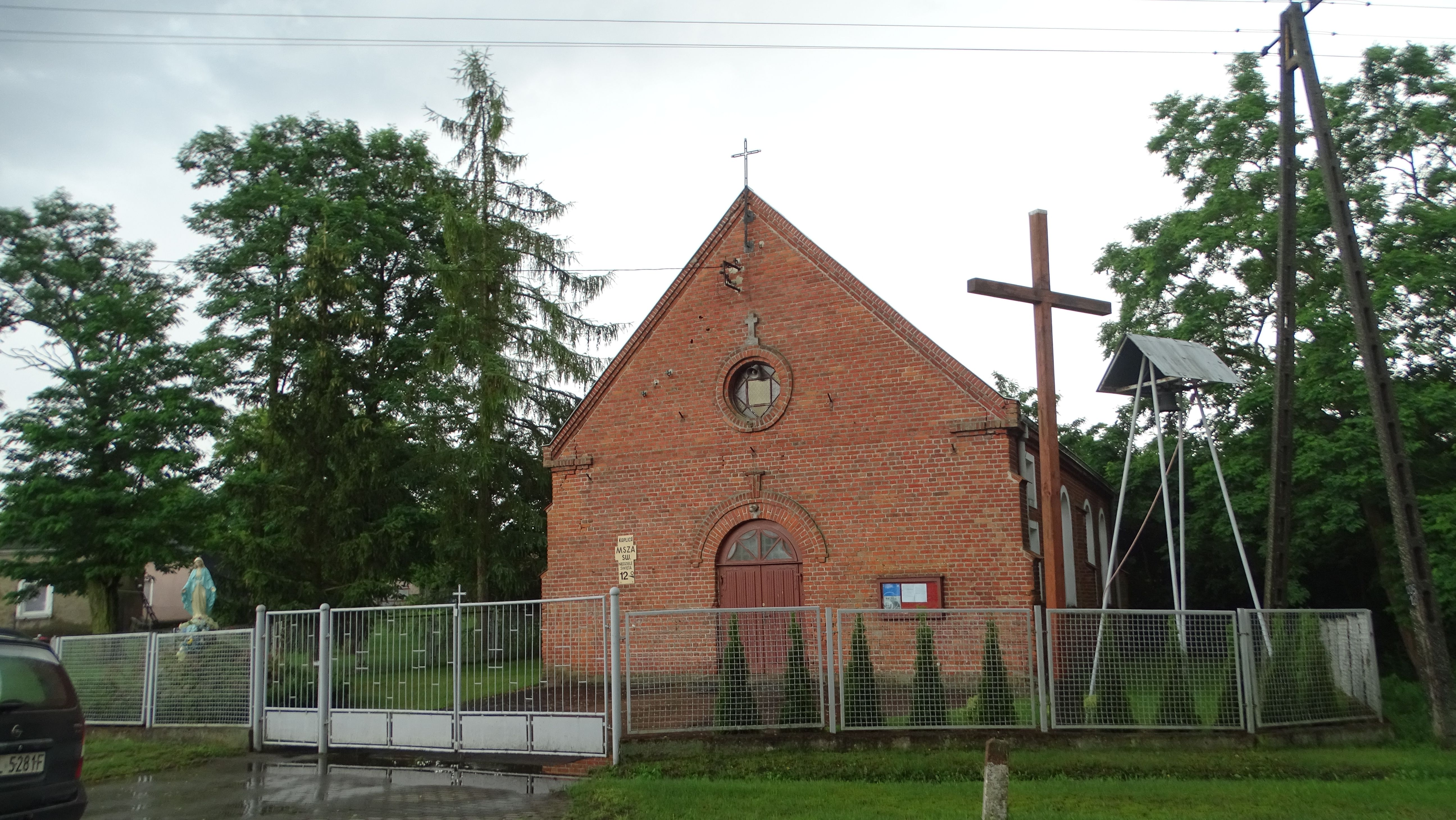
Kaplica filialna Matki Bożej Częstochowskiej w Przewozie